# UTC±00:00
| Xanh dương nhạt | Giờ Tây Âu (UTC+0)                                               |
| xanh dương      | Giờ Tây Âu (UTC+0) Giờ mùa hè Tây Âu (UTC+1) Giờ mùa hè Anh Quốc |
| nâu             | Giờ Trung Âu (UTC+1) Giờ mùa hè Trung Âu (UTC+2)                 |
| kaki            | Giờ Đông Âu (UTC+2) Giờ mùa hè Đông Âu (UTC+3)                   |
| vàng            | Giờ Kaliningrad (UTC+2)                                          |
| lục nhạt        | Giờ Viễn đông châu Âu/ Giờ Moskva (UTC+3)                        |

|  | UTC-01:00 | Giờ Cabo Verde (Đảo của Cabo Verde nằm ở phía Tây của Châu Phi.)     |
|  | UTC±00:00 | Giờ Tây Âu · Giờ Quốc tế                                             |
|  | UTC+01:00 | Giờ chuẩn Trung Âu · Giờ Tây Phi · Giờ mùa hè Tây Âu.                |
|  | UTC+02:00 | Giờ Trung Phi · Giờ Đông Âu · Giờ chuẩn Nam Phi · Giờ mùa hè Tây Phi |
|  | UTC+03:00 | Giờ Đông Phi                                                         |
|  | UTC+04:00 | Giờ Mauritius · Giờ Seychelles                                       |

- Giờ chuẩn Greenwich
- Giờ Tây Âu

## Không sử dụnggiờ tiết kiệm ánh sáng ngày
- Burkina Faso
- Đảo Bouvet
- Côte d'Ivoire
- Gambia
- Ghana
- Greenland
  - Đông bắc
    - Danmarkshavn và khu vực xung quanh
- Guinée
- Guinea-Bissau
- Iceland
- Liberia
- Mali
- Mauritanie
- Saint Helena (bao gồm Đảo Ascension và Tristan da Cunha)
- São Tomé và Príncipe
- Sénégal
- Sierra Leone
- Togo
- Iceland
- Bồ Đào Nha

Ghi chú:
1. Điểm cực tây nhất nơi UTC không có giờ tiết kiệm ánh sáng ngày được áp dụng là Bjargtangar, tại quần đảo tây bắc của Iceland (24 32' Tây). Thời giờ dùng ở đó là 1 giờ 38 phút trước giờ thực sự. Đây là sự chênh lệch lớn nhất đối với giờ thực sự cho UTC không có giờ tiết kiệm ánh sáng ngày
2. Địa phương cận đông nhất nơi UTC mà giờ tiết kiệm ánh sáng ngày không được áp dụng là Đảo Bouvet, dưới quyền điều hành của Na Uy ở Nam Đại Tây Dương (3 24′ Đông)

## Sử dụng giờ tiết kiệm ánh sáng ngày
- Quần đảo Faroe*
- Guernsey*
- Ireland*
- Đảo Man*
- Jersey*
- Tây Ban Nha
  - Quần đảo Canary* (theo quy định giờ tiết kiệm ánh sáng ngày của Liên hiệp châu Âu)
- United Kingdom* (GMT / BST)

Ghi chú:
1. Điểm cực tây nhất nơi UTC có giờ tiết kiệm ánh sáng ngày được áp dụng là El Hierro, Quần đảo Canary, Tây Ban Nha (18 00' Tây). Thời giờ được dùng ở đó đi trước giờ thực sự vào mùa hè 2 giờ và 12 phút, khiến có sự sai khác lớn nhất trong múi giờ UTC.
2. Nơi định cư cận đồng nhất nơi UTC có giờ tiết kiệm ánh sáng ngày được áp dụng là Lowestoft ở Suffolk, Đông Anglia, Anh (ở ngay 1 45' Đông)